# FK Tom Tomszk
A Tom Tomszk (oroszul: Футбольный клуб Томь Томск, magyar átírásban: Futbolnij Klub Tom Tomszk) egy orosz labdarúgócsapat Tomszkban, Szibériában, Oroszországban.

## Korábbi nevei
- Burevesztnyik: (1957)
- Tomics: (1958, 1961–1963)
- Szibelektromotor: (1959–1960)
- Torpedo: (1964–1967, 1974–1978)
- Tomlesz: (1968–1973)
- Manometr: (1979–1987)
- Tom:  1988 óta

## Külső hivatkozások
- A Tom Tomszk hivatalos oldala Archiválva 2008. július 21-i dátummal a Wayback Machine-ben (oroszul)